# Grand Prix Stanów Zjednoczonych – Zachód 1980
Grand Prix Stanów Zjednoczonych – Zachód 1980 – czwarta runda Mistrzostw Świata Formuły 1 w sezonie 1980, która odbyła się 30 marca 1980, po raz piąty na torze Long Beach Street Circuit.
Było to 5. Grand Prix Stanów Zjednoczonych – Zachód zaliczane do Mistrzostw Świata Formuły 1.

## Wyniki

### Wyścig
| Poz. | Nr | Kierowca              | Zespół          | Okr. | Czas/NU             | Poz. s. | Punkty |
| ---- | -- | --------------------- | --------------- | ---- | ------------------- | ------- | ------ |
| 1    | 5  | Nelson Piquet         | Brabham-Ford    | 80   | 1:50:19.4           | 1       | 9      |
| 2    | 29 | Riccardo Patrese      | Arrows-Ford     | 80   | +49.212 s.          | 8       | 6      |
| 3    | 20 | Emerson Fittipaldi    | Fittipaldi-Ford | 80   | +1:18.563           | 24      | 4      |
| 4    | 7  | John Watson           | McLaren-Ford    | 79   | +1 okr.             | 21      | 3      |
| 5    | 1  | Jody Scheckter        | Ferrari         | 79   | +1 okr.             | 16      | 2      |
| 6    | 25 | Didier Pironi         | Ligier-Ford     | 79   | +1 okr.             | 9       | 1      |
| 7    | 30 | Jochen Mass           | Arrows-Ford     | 79   | +1 okr.             | 17      |        |
| 8    | 4  | Derek Daly            | Tyrrell-Ford    | 79   | +1 okr.             | 14      |        |
| 9    | 16 | René Arnoux           | Renault         | 78   | +2 okr.             | 2       |        |
| 10   | 15 | Jean-Pierre Jabouille | Renault         | 71   | +9 okr.             | 11      |        |
| NU   | 21 | Keke Rosberg          | Fittipaldi-Ford | 58   | Przegrzanie silnika | 22      |        |
| NU   | 14 | Clay Regazzoni        | Ensign-Ford     | 50   | Wypadek             | 23      |        |
| NU   | 23 | Bruno Giacomelli      | Alfa Romeo      | 49   | Wypadek             | 6       |        |
| NU   | 27 | Alan Jones            | Williams-Ford   | 47   | Wypadek             | 5       |        |
| NU   | 2  | Gilles Villeneuve     | Ferrari         | 46   | Przekładnia         | 10      |        |
| NU   | 22 | Patrick Depailler     | Alfa Romeo      | 40   | Zawieszenie         | 3       |        |
| NU   | 26 | Jacques Laffite       | Ligier-Ford     | 36   | Przebicie opony     | 13      |        |
| NU   | 31 | Eddie Cheever         | Osella-Ford     | 11   | Przekładnia         | 19      |        |
| NU   | 28 | Carlos Reutemann      | Williams-Ford   | 3    | Przekładnia         | 7       |        |
| NU   | 3  | Jean-Pierre Jarier    | Tyrrell-Ford    | 3    | Wypadek             | 12      |        |
| NU   | 12 | Elio de Angelis       | Lotus-Ford      | 3    | Wypadek             | 20      |        |
| NU   | 9  | Jan Lammers           | ATS-Ford        | 0    | Przekładnia         | 4       |        |
| NU   | 11 | Mario Andretti        | Lotus-Ford      | 0    | Wypadek             | 15      |        |
| NU   | 6  | Ricardo Zunino        | Brabham-Ford    | 0    | Wypadek             | 18      |        |
| NZ   | 18 | Dave Kennedy          | Shadow-Ford     |      |                     |         |        |
| NZ   | 17 | Geoff Lees            | Shadow-Ford     |      |                     |         |        |
| NZ   | 8  | Stephen South         | McLaren-Ford    |      |                     |         |        |

- NU – nie ukończył wyścigu
- NZ – nie zakwalifikował się do wyścigu

## Klasyfikacja po wyścigu

### Kierowcy
| Poz. | Nr | Kierowca           | Punkty |
| ---- | -- | ------------------ | ------ |
| 1    | 16 | René Arnoux        | 18     |
| =    | 5  | Nelson Piquet      | 18     |
| 2    | 27 | Alan Jones         | 13     |
| 3    | 25 | Didier Pironi      | 8      |
| 4    | 29 | Riccardo Patrese   | 7      |
| 5    | 26 | Jacques Laffite    | 6      |
| =    | 12 | Elio de Angelis    | 6      |
| 6    | 20 | Emerson Fittipaldi | 4      |
| =    | 21 | Keke Rosberg       | 4      |
| 7    | 4  | Derek Daly         | 3      |
| =    | 7  | John Watson        | 3      |
| =    | 8  | Alain Prost        | 3      |
| 8    | 23 | Bruno Giacomelli   | 2      |
| =    | 28 | Carlos Reutemann   | 2      |
| =    | 1  | Jody Scheckter     | 2      |
| 9    | 30 | Jochen Mass        | 1      |

### Zespoły
| Poz. | Zespół          | Punkty |
| ---- | --------------- | ------ |
| 1    | Renault         | 18     |
| =    | Brabham-Ford    | 18     |
| 2    | Williams-Ford   | 15     |
| 3    | Ligier-Ford     | 14     |
| 4    | Arrows-Ford     | 8      |
| =    | Fittipaldi-Ford | 8      |
| 5    | Lotus-Ford      | 6      |
| =    | McLaren-Ford    | 6      |
| 6    | Tyrrell-Ford    | 3      |
| 7    | Alfa Romeo      | 2      |
| =    | Ferrari         | 2      |